# Carta dei Diritti degli Stati Uniti d'America
La Carta dei Diritti degli Stati Uniti d'America (in inglese: United States Bill of Rights) comprende i primi 10 emendamenti alla Costituzione.

## Storia
Proposti a seguito di un dibattito, spesso aspro, avvenuto tra il 1787 e il 1788 sulla ratifica della Costituzione per affrontare le obiezioni sollevate dagli antifederalisti, gli emendamenti presenti nella Carta dei Diritti aggiungono alla Costituzione garanzie specifiche riguardo alle libertà e ai diritti personali, chiare limitazioni al potere del governo nei procedimenti giudiziari e di altra natura, e l'esplicita dichiarazione che tutti i poteri non specificamente concessi dalla Costituzione al governo federale degli Stati Uniti d'America sono riservati agli Stati federati o al popolo. I concetti codificati in questi emendamenti sono costruiti su quelli di importanti documenti precedenti, in particolare la  Magna Carta, 1215; il  Bill of Rights, 1689; la  Dichiarazione dei diritti della Virginia, 1776; e la  Ordinanza del nord-ovest, 1787.
In gran parte grazie agli sforzi di James Madison, che studiò le carenze della Costituzione evidenziate dagli antifederalisti per poi elaborare una serie di proposte correttive, il 25 settembre 1789 il Congresso approvò dodici articoli di emendamento e li sottopose agli Stati per la ratifica. Dieci di questi vennero ratificati entro la fine del 1791, divenendo la "Carta dei Diritti". Contrariamente alla proposta di Madison di incorporare gli emendamenti proposti nel corpo principale della Costituzione (negli articoli e sezioni pertinenti del documento), sono stati proposti come aggiunte supplementari (codicils) ad esso.
Sebbene gli emendamenti proposti da Madison includessero una disposizione per estendere le provvisioni della Carta dei Diritti agli Stati federati, gli emendamenti che furono infine presentati per la ratifica si applicavano solo al governo federale, come anche stabilito nella sentenza della Corte suprema in  Barron contro Baltimora, 1833. La loro applicazione ai governi degli Stati federati fu aperta solo negli anni 1860, in seguito alla ratifica del XIV emendamento della Costituzione degli Stati Uniti d'America. Dall'inizio del XX secolo sia i tribunali federali che quelli degli singoli Stati hanno utilizzato il XIV emendamento per applicare parti della Carta dei Diritti ai governi degli Stati federati e locali; un processo detto «incorporazione».
Vi sono diversi originali ancora esistenti del documento. Uno di questi è in esposizione pubblica permanente presso il National Archives di Washington.

## Contenuto
I dieci emendamenti noti come Carta dei Diritti sono ancora nella forma in cui vennero adottati oltre due secoli fa.
- Il primo emendamento garantisce la libertà di culto, parola e stampa, il diritto di riunirsi pacificamente e il diritto di appellarsi al governo per correggere i torti. Esso inoltre proibisce al Congresso di "fare alcuna legge per il riconoscimento di qualsiasi religione" — rendendo questo emendamento un campo di battaglia delle guerre culturali della fine del XX secolo.
- Il secondo emendamento garantisce il diritto di possedere armi; l'idea era quella che una persona è veramente libera solo quando riesce a difendersi da sola. Questo emendamento oggigiorno è molto contestato, ma ai tempi era assai giustificato data la presenza di nativi americani, percepiti dai coloni come una minaccia, e dei pericoli della natura selvaggia. Se tale diritto sia esteso ai privati cittadini o solo alle milizie statali è stata questione di acceso dibattito, e le varie corti hanno interpretato il suo significato in diversi casi sin dal 1900. Tuttavia nel luglio del 2008 la Corte suprema degli Stati Uniti ha riconosciuto il diritto dei cittadini di possedere armi, dichiarando incostituzionale la legge del distretto di Columbia che invece ne vietava ai residenti il possesso. È così stabilito il diritto individuale dei cittadini statunitensi a essere armati annullando la legge che da trentadue anni proibiva di tenere in casa una pistola per difesa personale nella città di Washington. La sentenza ha fornito un'interpretazione definitiva al secondo emendamento della Costituzione che dal 1791 sancisce il diritto di portare le armi.
- Il terzo emendamento prevede che le truppe non possano essere acquartierate in abitazioni private senza il consenso del proprietario.[5] Prima della guerra d'indipendenza, nel 1765 e 1774, il Parlamento britannico aveva imposto ai coloni americani, con i Quartering Acts, di fornire vitto e alloggio ai soldati britannici operanti nell'area qualora si fosse reso necessario. I Quartering Acts erano stati tra le principali fonti di tensione tra il governo di Londra e i coloni, e la presenza dei soldati nelle case private fu tra la rimostranze citate nella Dichiarazione d'indipendenza.
- Il quarto emendamento difende da perquisizioni, arresti e confische irragionevoli.

I quattro emendamenti successivi trattano il sistema della giustizia.
- Il quinto emendamento sancisce: "Nessuno sarà tenuto a rispondere di reato, che comporti la pena capitale, o che sia comunque grave, se non per denuncia o accusa fatta da un "Grand Jury" (in italiano "gran giurì"), a meno che il caso riguardi membri delle forze di terra o di mare, o della milizia, in servizio effettivo, in tempo di guerra o di pericolo pubblico; e nessuno potrà essere sottoposto due volte, per un medesimo reato, a un procedimento che comprometta la sua vita o la sua integrità fisica; né potrà essere obbligato, in qualsiasi causa penale, a deporre contro sé medesimo, né potrà essere privato della vita, della libertà o dei beni, senza un giusto processo; e nessuna proprietà privata potrà essere destinata a uso pubblico, senza equo indennizzo".[6]
- Il sesto emendamento garantisce un processo penale rapido e pubblico. Richiede il processo da parte di una giuria (di pari), garantisce il diritto alla difesa per l'accusato, e prevede che i testimoni debbano assistere al processo e testimoniare in presenza dell'accusato.
- Il settimo emendamento garantisce un processo davanti a una giuria per le controversie civili il cui valore sia superiore ai 20 dollari.
- L'ottavo emendamento vieta le cauzioni e le multe eccessive, e le punizioni crudeli o inusuali.

Gli ultimi due dei dieci emendamenti contengono dichiarazioni di autorità costituzionale di ampio respiro.
- Il nono emendamento dichiara che l'elenco dei diritti individuali non è inteso come esaustivo; che il popolo ha altri diritti non specificamente menzionati nella Costituzione.
- Il decimo emendamento prevede che i poteri che non sono delegati dalla Costituzione al governo federale, o da essa non vietati agli Stati, sono riservati ai rispettivi Stati o al popolo.